# Moritz Rülf

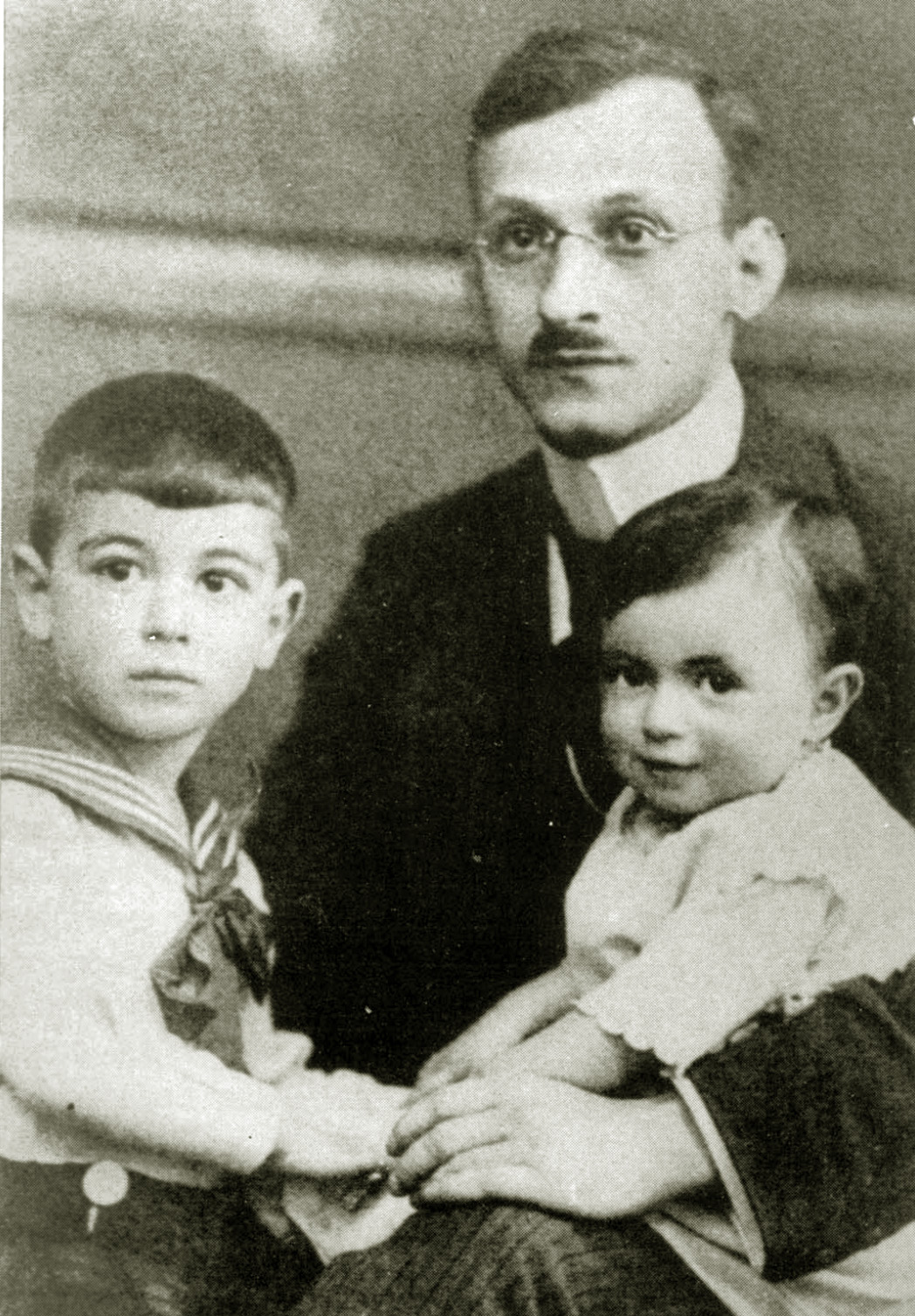
Moritz Rülf, 1921

Moritz Rülf (geboren 16. November 1888 in Kirchhain; gestorben 24. Juli 1942 bei Maly Trostinez) war ein deutscher Lehrer und jüdischer Prediger.

## Leben
Moritz Rülf kam am 16. November 1888 als Sohn des Viehhändlers Jehuda Rülf und seiner Frau Karoline Rülf geb. Schuster zur Welt. Im Alter von sechs Jahren verstarb sein Vater. Seine Mutter, die sich von nun an um fünf Kinder kümmern musste, gab Moritz in die Obhut des Israelitischen Waisenhauses in Kassel. In den Jahren 1895 bis 1903 besuchte er dort, wie viele andere Waisenkinder, die jüdische Seminarschule, anschließend bis 1906 die Präparandenanstalt in Burgpreppach. Am Israelitischen Lehrerseminar in Kassel machte Rülf ab 1906 seine Ausbildung zum Pädagogen, die er im Februar 1909 mit der ersten Lehrerprüfung abschloss.
Bis 1913 war Moritz Rülf in Ahlem an der Israelitischen Gartenbauschule beschäftigt, unterbrochen von seiner zweiten Lehrerprüfung Ende 1911, die er in Kassel ablegte. In Ahlem lernte er seine spätere Frau Erika Lyon (geboren am 14. Dezember 1890 in Hamburg) kennen. Im Anschluss bewarb sich Rülf bei der Detmolder Synagogengemeinde um eine Stelle als Prediger und Lehrer, nachdem der bisherige Lehrer Karl Rosenthal nach Hörde abberufen worden war. Rülf erhielt unter verschiedenen Bewerbern den Zuschlag und trat ab Januar 1914 seinen neuen Posten an. Seine Arbeit beschränkte sich nicht auf die Stadt Detmold, sondern schloss Aufgaben in anderen Teilen Lippes ein.
1915 wurde Rülf Nachfolger seines Freundes Max Heilbrunn und übernahm die Revision der jüdischen Religionsschulen in Lippe.
Am 6. Januar 1919 erhielt Rülf die lippische Staatsbürgerschaft. Dies war die Voraussetzung für eine Anstellung im Staatsdienst. Er bewarb sich für eine Lehrstelle an der Detmolder Knabenbürgerschule, die ihm Anfang Mai desselben Jahres zugeteilt wurde. Das zog heftige Reaktionen nach sich: Zuerst gab es eine Unterschriftensammlung gegen die Einstellung eines israelitischen Lehrers, die von 629 Bürgern, überwiegend aus den besseren Gesellschaftsschichten, unterzeichnet wurde. Der Lippische Lehrerverein schloss sich dem Protest an und die Lippische Landeskirche forderte, dass die (staatlichen) Volksschulen christlich bleiben sollten. Rülfs Anstellung und die Begleitumstände waren schließlich in den Jahren 1919 und 1920 mehrfach Thema im Lippischen Landtag, wo Max Staercke als einer seiner Fürsprecher auftrat.
Zum 17. November 1922 wechselte Rülf an die staatliche Fortbildungsschule in Detmold, eine Berufsschule. Währenddessen absolvierte er an der Detmolder Hochschule für Staats- und Wirtschaftswissenschaften ein fünfsemestriges Studium, das er am 12. November 1924 als Diplom-Volkswirt abschloss. Weitere Tätigkeiten in dieser Zeit umfassten die Leitung des jüdischen Jugendbundes und ab 1932 die Rolle des Schriftführers des Israelitischen Gemeindetages für den Freistaat Lippe.
Nach dem Sieg der NSDAP bei den Reichstagswahlen 1933 wurde Moritz Rülf am 1. April 1933 nach vorangegangenen Streitigkeiten über Besoldung, Unterrichtsverteilung und Nebentätigkeiten in den Ruhestand versetzt.
Am Abend des 4. Mai 1933 wurde Rülf verhaftet und im Detmolder Gefängnis unter Schutzhaft gestellt. Sechs Tage später erhielt er Besuch von Adolf Wedderwille und Josef Stroop, die ihn im Austausch für die Freilassung ein Dokument unterzeichnen ließen, in dem er sein Ausscheiden aus dem Staatsdienst erklärt und auf alle Ansprüche gegen das Land Lippe verzichtet. Trotz dieser Erfahrungen blieb Rülf noch weitere Jahre Prediger und Religionslehrer in Lippe. Doch das Klima wurde zunehmend judenfeindlicher und die Familie Rülf hatte Probleme, in der kleinen Stadt Detmold unerkannt zu bleiben. Daher legte Moritz Rülf zum 31. Dezember 1937 das Amt als Prediger der Synagogengemeinde Lippe nieder und wurde am 1. Januar 1938 Direktor des Israelitischen Kinderheims in der Lützowstraße in Köln.
Während der Novemberpogrome 1938 hielt sich Moritz Rülf in Frankfurt auf. Er wurde erneut verhaftet und in das KZ Buchenwald deportiert. Obwohl er sich weigerte, eine Erklärung zu unterschreiben, dass er das Land verlässt, wurde er nach mehreren Wochen freigelassen. Während ihre drei Kinder Herbert, Karoline Hanna und Erich in den 1930er Jahren nach Palästina emigrierten, blieben Moritz und Erika Rülf bis zum Schluss in Deutschland. Moritz Rülf und die Kinder des von ihm geleiteten Kinderheims wurden am 20. Juli 1942 nach Minsk deportiert und direkt nach Ankunft in einem Wald bei Maly Trostinez am 24. Juli 1942 erschossen.
Moritz Rülfs Tochter Karla Timna, geborene Karoline Rülf,  überlebte ebenso wie sein Sohn Herbert Rülf den Holocaust.

## Sonstiges
Neben seiner Arbeit betrieb Moritz Rülf genealogische Studien und verfasste verschiedene Schriften. Überliefert sind:
- Die Geschichte der Juden in Lippe. Original in: Lippischer Kalender 1933. Verlag der Meyerschen Hofbuchhandlung. Nachdruck in Juden in Lemgo und Lippe. Kleinstadtleben zwischen Emanzipation und Deportation. Verlag für Regionalgeschichte, Bielefeld 1988, ISBN 3-927085-08-1
- Stammbaum der Familie Eichmann 1660–1931 (im Auftrag des Detmolder Fabrikanten Albert Eichmann, Vorsitzender des Israelitischen Gemeindetages)
- Stammbaum der Familie Lenzberg vom Jahre 1695 bis 1934
- Denkschrift über die von mir besichtigten Synagogen und Friedhöfe der Gemeinden des Landesverbandes in Lippe

Nach Rülf ist die Moritz-Rülf-Straße auf dem Gelände des ehemaligen Fliegerhorstes im Norden Detmolds benannt.